# Canche
Canche är en 96 km lång flod som flyter från Gouy-en-Ternois via Frévent, Hesdin och Montreuil-sur-Mer till Engelska kanalen. 

## Bifloder
- Ternoise
- Planquette
- Créquoise
- Bras de Bronne
- Course
- Dordogne
- Huitrepin